# Avant Airlines
Avant Airlines fue una aerolínea chilena que pertenecía a la empresa de transporte terrestre de pasajeros Tur Bus. Inició sus operaciones en 1997 y las finalizó en 2001. Su código IATA era OT.

## Historia
Avant Airlines realizó sus primeros vuelos regulares a La Serena en enero de 1997. En los meses siguientes amplió su oferta de destinos, realizando vuelos hacia Copiapó y Valdivia, entre otros, y en junio del mismo año fue adquirida por la familia Díez, dueña de Tur Bus. En 1998 compró la aerolínea National en 24 millones de dólares.
A pesar del crecimiento que tuvo la empresa y la constante ampliación de sus rutas nacionales e internacionales, en 2001 Avant se declaró en quiebra, causando el cierre definitivo de sus servicios de rutas nacionales. El último vuelo nacional ocurrió el 9 de marzo de 2001, entre las ciudades de Calama, Antofagasta y Santiago.
Posterior a su cierre, Avant operaba en el mercado aéreo chileno como una empresa que ofrecía el servicio de arriendo a otras líneas aéreas nacionales, y algunas internacionales, de sus aviones Boeing 737-200 y Boeing 727-200. Alrededor de 2005, toda la flota perteneciente a la fenecida Avant fue adquirida por Sky Airline, a excepción de sus aviones Boeing 727-200, los cuales fueron vendidos a la empresa de carga DHL.

## Destinos
Chile:
- Arica (Aeropuerto Internacional Chacalluta)
- Iquique (Aeropuerto Internacional Diego Aracena)
- Antofagasta (Aeropuerto Internacional Cerro Moreno)
- Calama (Aeropuerto Internacional El Loa)
- Copiapó (Aeródromo Chamonate)
- La Serena (Aeropuerto La Florida)
- Santiago (Aeropuerto Internacional Arturo Merino Benítez)
- Concepción (Aeropuerto Internacional Carriel Sur)
- Los Ángeles (Aeropuerto María Dolores)
- Temuco (Aeropuerto Maquehue)
- Valdivia (Aeropuerto Pichoy)
- Osorno (Aeropuerto Cañal Bajo Carlos Hott)
- Puerto Montt (Aeropuerto Internacional El Tepual)
- Balmaceda (Aeropuerto Balmaceda)
- Punta Arenas (Aeropuerto Internacional Presidente Carlos Ibáñez del Campo)

## Flota

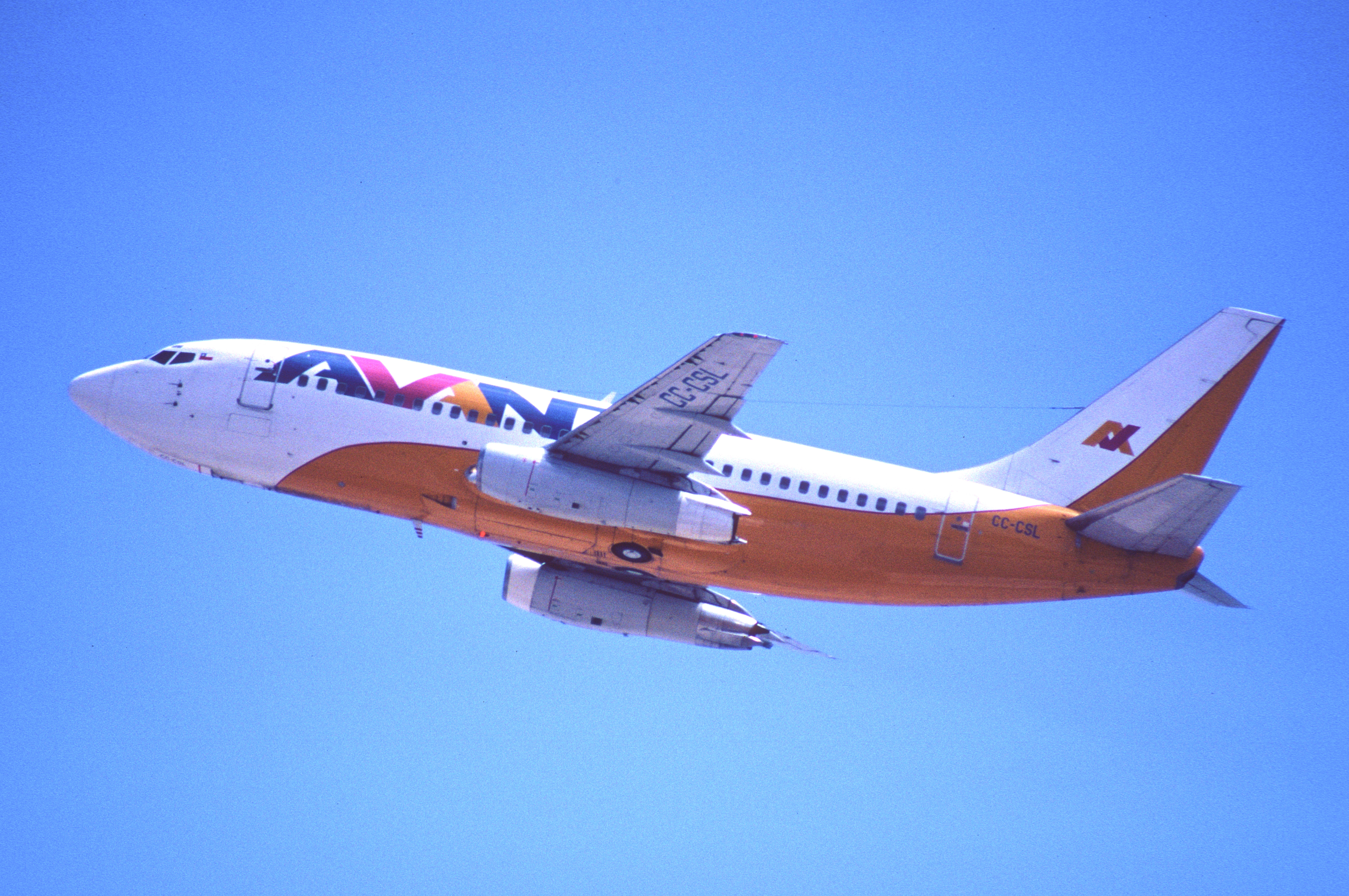
Boeing 737-248 de Avant Airlines.

- Boeing 727-2M7
- Boeing 727-287
- Boeing 737-204
- Boeing 737-222
- Boeing 737-229
- Boeing 737-248